# Lupoč
Lupoč (węg. Gácslápos) – wieś (obec) na Słowacji położona w kraju bańskobystrzyckim, w powiecie Łuczeniec. Pierwsze wzmianki o miejscowości pochodzą z roku 1499. 
Według danych z dnia 31 grudnia 2012, wieś zamieszkiwało 247 osób, w tym 125 kobiet i 122 mężczyzn.
W 2001 roku pod względem narodowości i przynależności etnicznej miejscowość zamieszkiwali wyłącznie Słowacy.
Ze względu na wyznawaną religię struktura mieszkańców kształtowała się w 2001 roku następująco:
- Katolicy rzymscy – 54,13%
- Grekokatolicy – 0,92%
- Ewangelicy – 36,24%
- Prawosławni – 0,46%
- Ateiści – 7,34%
- Nie podano – 0,92%